# Kungsdalen
Kungsdalen är ett fritidshusområde vid Hallsfjärden östra strand söder om Södertälje och väster om Kagghamra i Botkyrka kommun. Området omfattade 2010 61 byggnader över 20 hektar. SCB har avgränsat ett fritidshusområde här sedan år 2000 då begreppet infördes.